# Wajk
Wajk – miasto w Armenii, w prowincji Wajoc Dzor. W 2022 roku liczyło ok. 5400 mieszkańców; siedziba dystryktu.